# بيتر باركنسون
بيتر باركنسون هو سياسي أمريكي، ولد في 22 يناير 1813، وتوفي في 30 مايو 1895. نشط حزبياً في الحزب الديمقراطي. وقد انتخب عضو جمعية ولاية ويسكونسن ‏.